# Оризова хартия
Оризовата хартия обикновено се отнася до хартия, съставена от части на оризови растения, като оризова слама или от Ориз. Терминът се използва и за хартия, произведена от или съдържащи други растения, като коноп, бамбук или хартия черница. Оризовата хартия (известна също като хартия Xuan) произхожда от древен Китай като е била използвана в продължение на векове в Китай, Япония, Корея и Виетнам за писане, произведения на изкуството и архитектурата.
В продължение на векове оризовата хартия се е ползвала в Япония и в Китай за писане на писма и за рисуване на красиви картини.
Оризовата хартия е много лека за използване и е с интересна повърхност. С помощта на оризова хартия може да се нарисуват картини с необичаен фон.
Оризовата хартия се използва често за прекопиране на рисунки и на фрагменти от кройки, които се използват за шиене на елегантни тоалети.
Оризовата хартия придава въздушност, прозрачност и ефирност дори на дървото. Всяка стара ваза от бяло стъкло може да се превърне в произведение на изкуството с помощта на оризова хартия. Вазата се увива с оризова хартия и отгоре се покрива с пласт от лепило. Ако се получат дупки, те се маскират с помощта на парчета оризова хартия. Излишъците от лепилото се отстраняват с влажна кърпа. Поставят се два-три слоя един върху друг, като дори могат да са различни по цвят и да се редуват красиво. Разноцветна оризова хартия може да се редува така, че да се наредят пластовете един под друг и вазата да стане на райета. Отгоре хартията се покрива с акрилен лак и се оставя да изсъхне. След това се украсява с рисунки по вкус и от обикновена ваза имате бутиков предмет.